# Цяодун (Чжанцзякоу)
Цяоду́н (кит. упр. 桥东, пиньинь Qiáodōng, буквально: «к востоку от моста») — район городского подчинения городского округа Чжанцзякоу провинции Хэбэй (КНР).

## История
Изначально эти земли входили в состав уезда Ваньцюань. В 1948 году они перешли под юрисдикцию города Чжанцзякоу. В 1956 году был образован район Цяодун. В 1961 году он был расформирован, а его территория была разделена на два района, но в 1963 году район был воссоздан.
В 2016 году район был расширен за счёт присоединения части территории расформированного уезда Сюаньхуа.

## Административное деление
Район Цяодун делится на 7 уличных комитетов и 2 посёлка.